# ギヤードターボファンエンジン

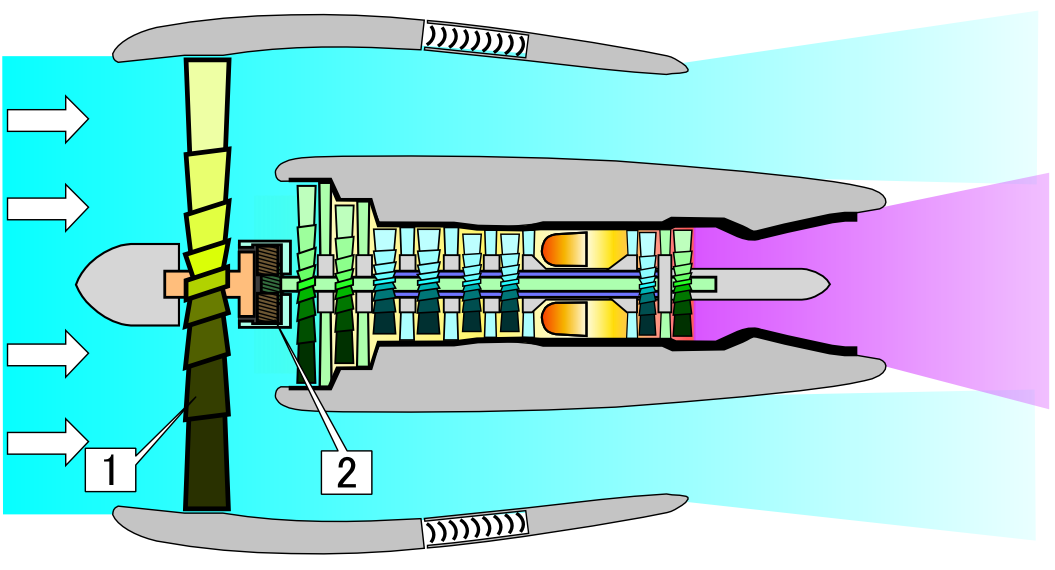
ギヤードターボファンエンジン
1.ファン
2.減速機構（遊星ギヤ）

ギヤードターボファンエンジン（Geared Turbo Fan Engine、 GTF）とは、ジェットエンジンの一種。従来のターボファンエンジンの発展形であり、従来と異なるのは、ファンを減速して駆動するために遊星歯車機構を採用する点である。
ファンと低圧圧縮機の間に減速ギアボックスを挿入したスタイルを持つギヤードターボファンの構造は、本質的にはターボプロップエンジンのプロペラをタービンと同軸のダクテッドファンとしたものである。そのため、ターボファンエンジンとターボプロップエンジンの折衷、あるいは両者の中間的な性質を持つ形式であるといえる。

## 概要

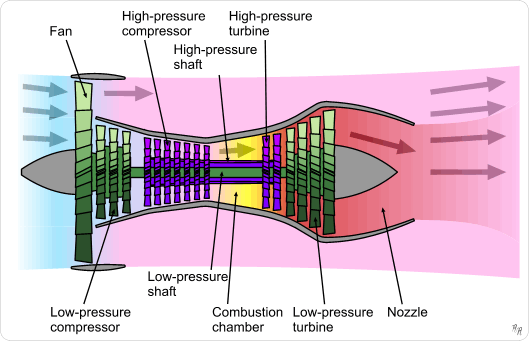
（比較）ターボファンエンジンの構造
ファンの軸に減速機構が無い

一般にターボファンエンジンは、ファンの直径をより大きくする、すなわちバイパス比を大きくすることで燃費を改善することができる。バイパス比を大きくする事は、すなわちファンと低圧タービンの直径の比が増える事を意味するが、ファンの回転数を変更せずに極端に大径化すると、ファンブレードの先端周速が音速に達してしまい、造波抗力によって極めて大きな損失を生じてしまう。一方、従来のターボファンエンジンにおいてはファンと直結している低圧圧縮機及び低圧タービンは、回転数をある程度より下げると圧縮効率が著しく低下してしまう。したがって、ファンの回転数を下げるにも限界があった。
仮にファンブレードを最適な速度で回転させようとすると、低圧圧縮機と低圧タービンの回転数を落とさなければならない。回転数を落としたことで低下した圧縮効率をカバーしつつファンおよび低圧圧縮機を駆動するのに必要なエネルギーを取り出そうとすると、低圧タービンの段数を増やさなければならない。ここで、遊星歯車による減速機構を導入して低圧圧縮機軸とファン軸の間のギア比を変えれば、ファンと低圧タービンの両方を最適な回転数で運転可能になる、というのがギヤードターボファンエンジンの基本的なコンセプトである。ファンと低圧圧縮機をそれぞれ高効率な回転数で運転できるため、低圧圧縮機と低圧タービンの段数、ひいては部品点数および重量を減らすことが出来る。
また、大径ファンを低速回転させ、高バイパス比にすることで、燃費向上と大幅な騒音低減を両立することが可能である。事実、ギヤードターボファンエンジンハネウェル ALF 502を搭載したBAe 146は、当時はもちろん現在においてもジェット機としては世界で最も静粛な民間航空機の一つであり、ロンドン都心に近いロンドン・シティ空港で活躍している。騒音低減効果の大部分は、ファンの翼端速度の抑制によるものである。従来のターボファンでは、その特性上ファンの翼端速度は音速を超えない程度にしか抑えられなかったのに対し、ギヤードターボファンでは低圧圧縮機の圧縮効率を高く保ったままでファンの翼端速度を音速より充分低く抑えられるため、ファン翼端の風切り音が激減するからである。
一方、エネルギーの一部は歯車機構の伝達損失により熱として失われる。また、タービンと圧縮機の段数削減による重量減・製造費用減・信頼性向上は、減速歯車機構の追加で相殺される。

## ギヤードターボファンエンジンの一覧

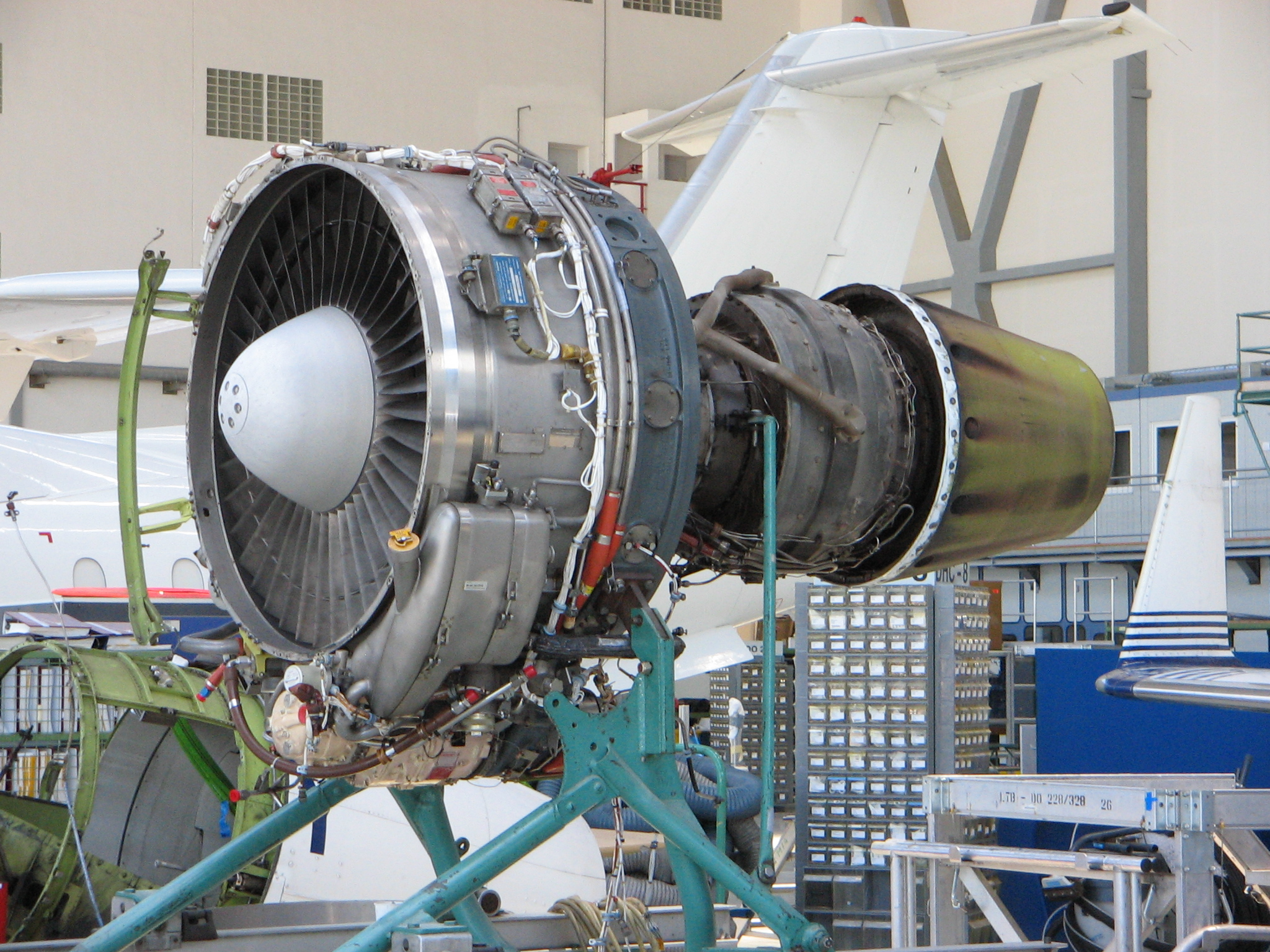
ボンバルディア チャレンジャー 600に搭載されたALF 502ギヤードターボファン

- アスタファン（英語版）
- アスピン
- スーパーファン - エアバスA340のために1987年から1992年にかけてV2500の派生型として検討されていた。
- ALF 502/LF 507
- DGEN 380
- PW1000G
- PD-18R/PD-24/PD-28/PD-35 - PD-14ターボファンの派生型として開発が検討されている。
- PD-30 - NK-32のコアをベースに開発中。
- M45SD - M45Hターボファンの派生型が都心の空港での運用のSTOL航空機のための超静粛エンジン技術の実証用として設計された。
- TFE731